# Persis Khambatta
 (juillet 2015).
Améliorez-le ou discutez des points à vérifier. 
Persis Khambatta (2 octobre 1948 - 18 août 1998), est une actrice indienne.
Née à Bombay, elle est couronnée Miss Inde en 1965, elle fait alors une carrière de mannequin, notamment pour Revlon, avant de se tourner vers le cinéma.
En 1979, elle joua le rôle du Lieutenant Ilia dans le premier film Star Trek, rôle pour lequel elle se rasa véritablement la tête, énorme sacrifice quand on sait l'importance de la chevelure d'une femme en Inde.
Néanmoins, sa carrière cinématographique ne démarra jamais véritablement et, malgré une apparition remarquée dans Les Faucons de la nuit en 1981 avec comme partenaires Sylvester Stallone et Rutger Hauer, elle se limita à quelques apparitions dans des séries TV et des téléfilms.
En 1980, un grave accident automobile en Allemagne lui laissa une grande cicatrice sur la tête. Quelques années plus tard, elle dut être opérée du cœur.
Elle s'engagea politiquement auprès d'Indira Gandhi, et tout comme elle, elle fut menacée de mort par des fanatiques religieux. Un an avant sa mort, elle écrivit un livre sur son expérience de Miss Inde, Pride of India, dont une part des royalties fut reversée aux missionnaires de la charité de mère Teresa.
Le 17 août 1998, elle entra à l'hôpital de la marine de Mumbai, souffrant de fortes douleurs dans la poitrine. Elle mourut le surlendemain d'une crise cardiaque massive. Elle avait 49 ans.

## Filmographie
- Cinéma :
- 1966 : Pinjre Ke Panchhi (en) de Salil Chowdhury (en) : Amy
- 1967 : Bambai Raat Ki Bahon Mein (en) de Khwaja Ahmad Abbas : Lily / Leela
- 1969 : Kamasutra - Vollendung der Liebe : Nanda
- 1975 : Le Vent de la violence (The Wilby Conspiracy) de Ralph Nelson : Persis Ray
- 1975 : Coupable sans visage (Conduct Unbecoming) de Michael Anderson : Mrs. Bandanai
- 1979 : Star Trek, le film (Star Trek: The Motion Picture) de Robert Wise : Ilia
- 1981 : Les Faucons de la nuit (Nighthawks) de Bruce Malmuth : Shakka Holland
- 1982 : Megaforce de Hal Needham : Zara
- 1983 : Le Chevalier du monde perdu (I predatori dell'anno Omega) de David Worth : Nastasia
- 1985 : First Strike : Sylvia Kruger
- 1986 : Shingora
- 1987 : Jazira
- 1988 : She-Wolves of the Wasteland de Robert Hayes : Cobalt

- Télévision :
| Year | Title                                        | Role            | Notes                      |
| ---- | -------------------------------------------- | --------------- | -------------------------- |
| 1977 | The Man with the Power                       | Princess Siri   | Téléfilm                   |
| 1983 | Casablanca                                   | Femme musulmane | "Divorce Casablanca Style" |
| 1986 | Hunter                                       | Dhari Ziad      | "62 Hrs. of Terror"        |
| 1986 | MacGyver                                     | Zia             | "To Be a Man"              |
| 1986 | Shingora                                     | Roma Sinha      | Téléfilm                   |
| 1987 | Mickey Spillane's Mike Hammer                | Shandra         | "A Blinding Fear"          |
| 1993 | Lois & Clark: The New Adventures of Superman | Présidente      | Épisode pilote             |
| 1998 | Not a Nice Man to Know                       | Invitée         | (Dernier rôle)             |